# 뷰 카레

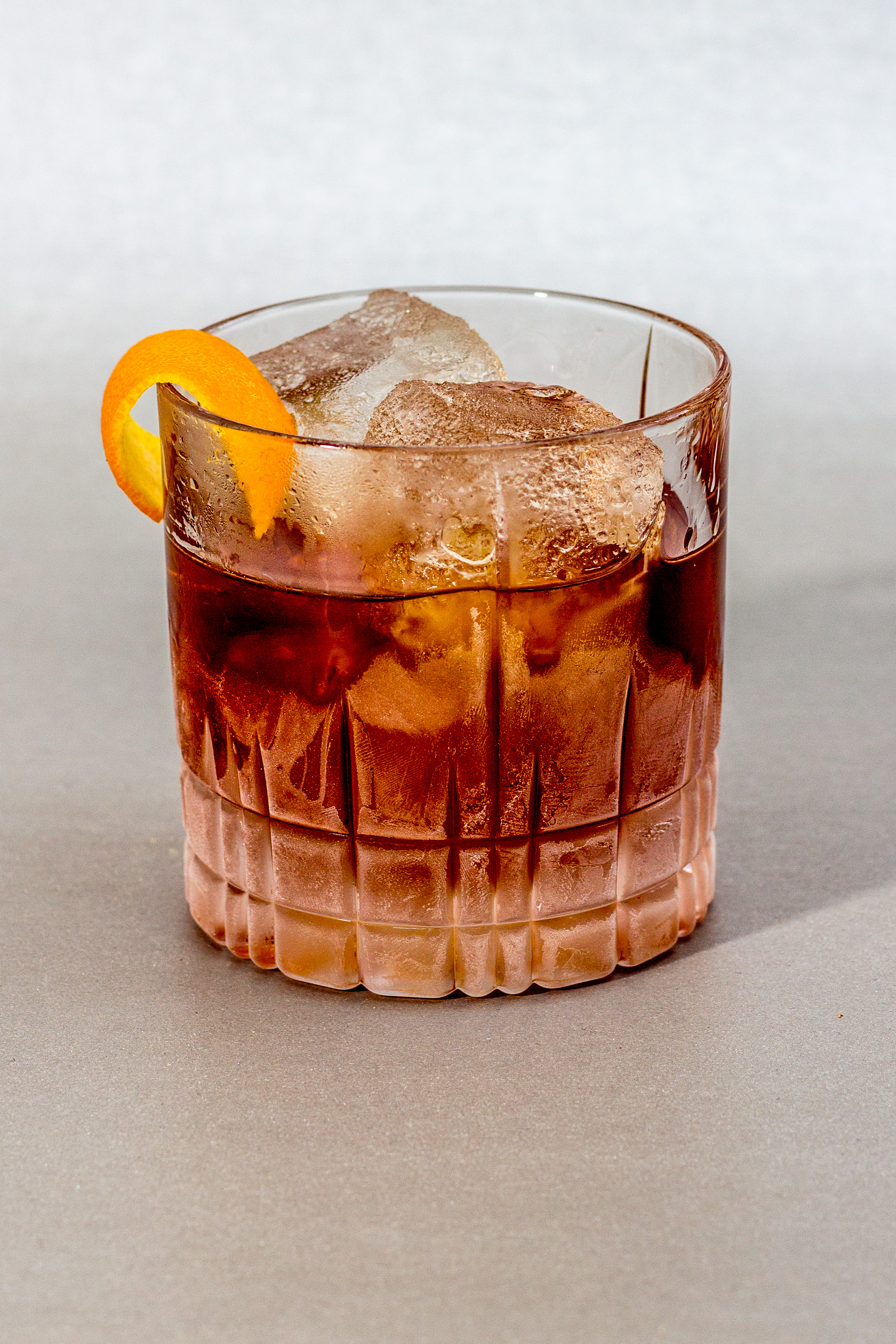

뷰 카레(Vieux Carré)는 호밀 위스키, 코냑, 스위트 베르무트, 베네딕틴, 페이쇼 비터스로 만든 IBA 공식 칵테일이다. 뉴올리언스의 호텔 몬텔레온(Hotel Monteleone)에 있는 회전식 바의 바텐더인 월터 버거론(Walter Bergeron)에서 유래했다. IBA 공식 칵테일의 하나로 분류되어 있다.